# Maiko Nasu
Maiko Nasu (jap. 那須 麻衣子, Nasu Maiko; * 31. Juli 1984 in Nabari) ist eine ehemalige japanische Fußballspielerin.

## Karriere

### Verein
Sie begann ihre Karriere bei Iga FC Kunoichi. Danach spielte sie bei INAC Kōbe Leonessa. 2016 beendete sie ihre Spielerkarriere.

### Nationalmannschaft
Mit der japanischen Nationalmannschaft qualifizierte sie sich für die U-19-Weltmeisterschaft der Frauen 2002.
Nasu absolvierte ihr erstes Länderspiel für die japanische Nationalmannschaft am 1. August 2009 gegen Frankreich. Insgesamt bestritt sie drei Länderspiele für Japan.